# David Dunbar Buick
David Dunbar Buick (Arbroath, 17 de setembro de 1854 — Detroit, 5 de março de 1929) foi um engenheiro estadunidense nascido na Escócia.
Fundou a Buick Motor Company.
Em 1974 foi incluído no Automotive Hall of Fame.